# Nikumaroro
Nikumaroro of Gardner is een onbewoond eiland in het westen van de Grote Oceaan dat deel uitmaakt van de Phoenixeilanden en behoort tot de Republiek Kiribati. Het is een afgelegen begroeide atol van ongeveer 6 kilometer lang en 2 kilometer breed met in het midden een grote lagune. 
De eerste Europeaan die Nikumaroro zag was de Britse kapitein Kemiss van de walvisjager Eliza Ann in 1824. Zestien jaar later bevestigde de USS Vincenness van de United States Exploring Expedition de locatie van het eiland en kreeg het officieel de naam Gardner. Deze naam was in 1825 al gegeven aan het eiland door Joshua Coffin die voer op de walvisjager Ganges. De naam Gardner zou afkomstig zijn van de Amerikaanse politicus Gideon Gardner die de eigenaar was van de Ganges. 
In 1856 werd Nikumaroro opgeëist door het Amerikaanse bedrijf CA Williams & Co onder de Guano Islands Act, een wet die het mogelijk maakte eilanden op te eisen ten behoeve van de winning van guano. Er werd echter nooit guano op het eiland gewonnen. In 1892 werd het eiland bezocht door het Britse schip HMS Curacoa en voor het Verenigd Koninkrijk opgeëist. Vervolgens werd het eiland via een licentie gegeven aan John T. Arundel om er een kokosnootplantage te beginnen. Daartoe werden 29 mensen naar het eiland gebracht en werd er begonnen met de bouw van enkele gebouwen. Hevige droogte zorgde er echter voor dat het project binnen een jaar werd afgelast. Het eiland zou vervolgens onbewoond blijven tot 1938 toen door de Britten een nieuwe poging werd ondernomen om het eiland te koloniseren. Er werden putten geslagen om de bevolking van drinkwater te voorzien en halverwege de jaren 50 woonden er zo'n 100 mensen op het eiland. Een langdurige droogte in de jaren 60 zorgde er echter voor dat de bewoners geëvacueerd moesten worden naar de Salomonseilanden. Sindsdien is het eiland onbewoond gebleven. 
Nikumaroro is de plaats waar Amelia Earhart mogelijk met haar vliegtuig is neergestort tijdens haar fatale poging de langste vlucht ter wereld te maken.